# 47-мм танковая пушка SA35
47-мм танковая пушка SA35 (фр. canon de 47 mm SA35) — орудие французского производства для установки на бронетехнику. Орудие основывалось на противотанковой пушке APX и было создано для замены устаревшей 47-мм танковой пушки SA34. Ствол имел длину 32 калибра. Орудие было принято на вооружение в 1936 году и прослужило в войсках сначала Франции, а потом и Германии как трофейное вплоть до окончания войны. Являлось самым эффективным танковым средством борьбы с техникой противника, изготовленным на территории Франции — бронепробитие позволяло поражать немецкую бронетехнику на расстоянии в 800 м. Позднее орудие устанавливалось на лёгкие бронеавтомобили, использовавшиеся на территории французских колоний.

## Техника, вооружавшаяся данным орудием

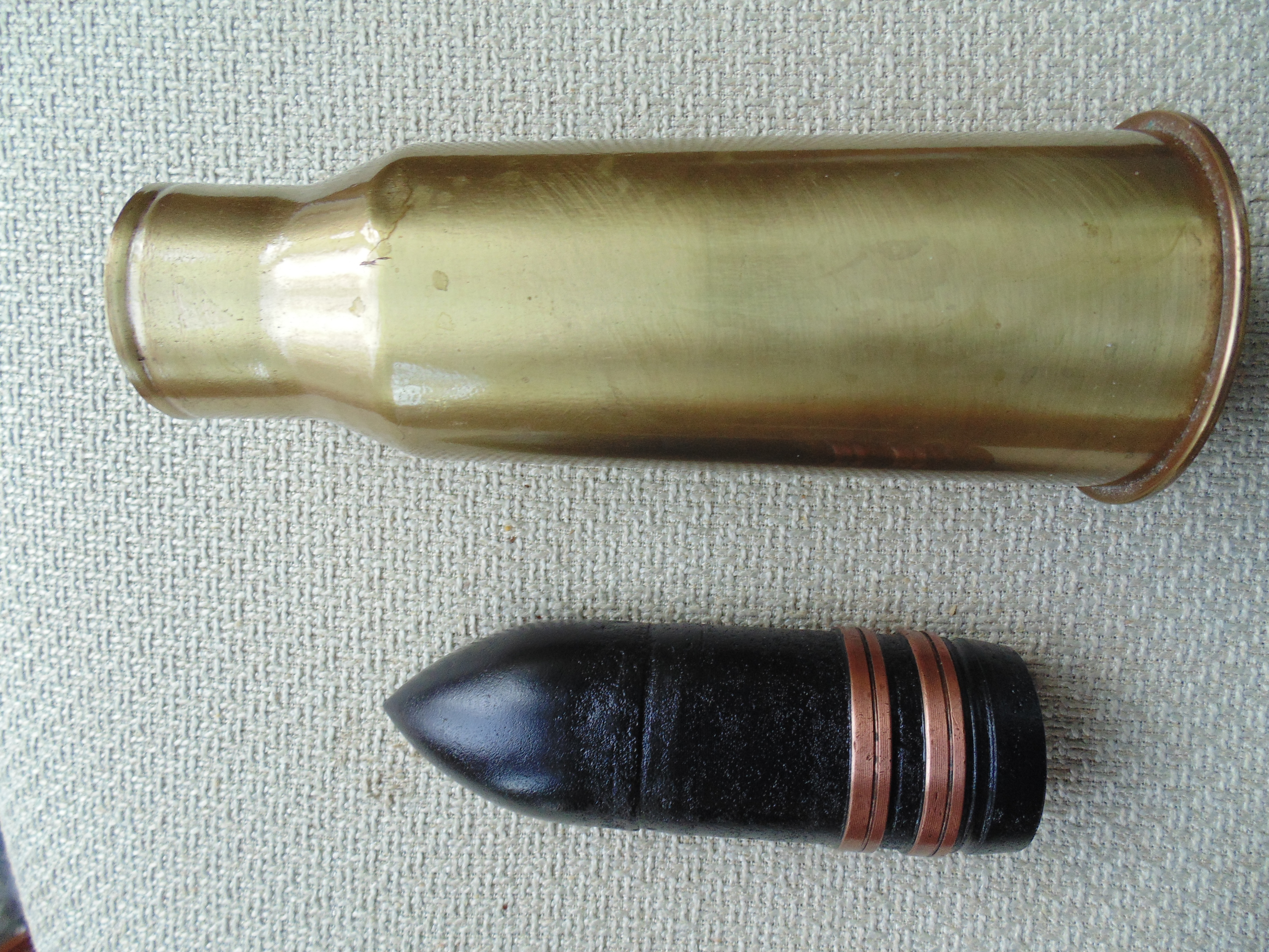

- AMC 35 — французский лёгкий кавалерийский танк.
- SOMUA S.35 — французский средний кавалерийский танк.
- SOMUA S.40 — французский опытный средний кавалерийский танк, развитие S.35.
- AMX 38 — проектная версия опытного французского среднего танка.
- AMX 40 — проект французского среднего кавалерийского танка.
- Renault D2  — французский средний пехотный танк.
- Renault B1 bis и B1 ter — французские тяжёлые пехотные серийный и опытный танки. 47-мм пушка, по разным данным, являлась дополнительным вооружением; основным же считалась 75-мм танковая гаубица SA35.
- SEAM G1P — французский опытный тяжёлый танк проекта G1 конструкции Понятовского.
- Panhard 178 (SA 35), Panhard 178CDM, Panhard 178B  — бронеавтомобили сил Французской Республики, Вишистской и Свободной Франции соответственно.

| Таблица бронепробиваемости для 47-мм танковой пушки SA35                                                  |                          |
| Дальность, м                                                                                              | При угле встречи 30°, мм |
| Остроголовый сплошной снаряд с бронебойным наконечником boulet de rupture Mle 1935 (coiffé sans f. ogive) |                          |
| 400 | 40                       |